# Górki (Strzelce-Drezdenko)
Pour les articles homonymes, voir Górki.
Górki (prononciation : [ˈɡurki]) est un village polonais de la gmina de Zwierzyn dans le powiat de Strzelce-Drezdenko de la voïvodie de Lubusz dans l'ouest de la Pologne.

## Histoire
Le nom germanique du village était:Gurkow.
Jusqu'en 1945, Gurkow fait partie de l'arrondissement de Friedeberg-en-Nouvelle-Marche dans le district de Francfort au sein de la province de Brandebourg.
Après la Seconde Guerre mondiale, avec la mise en œuvre de la ligne Oder-Neisse, le village est intégré à la République populaire de Pologne. La population d'origine allemande est expulsée et remplacée par des polonais.
De 1975 à 1998, le village appartenait administrativement à la voïvodie de Gorzów.

Depuis 1999, il appartient administrativement à la voïvodie de Lubusz